# Embalse del Castro de las Cogotas
El embalse del Castro de las Cogotas está ubicado la provincia de Ávila, comunidad autónoma de Castilla y León, España. 

## La Presa
La Presa de Castro de las Cogotas, debe su nombre al poblado vetón de Castro de las Cogotas, situada en las cercanías de Mingorría, en el municipio de Cardeñosa y a 10,5 km de la ciudad de Ávila aguas arriba. Es una presa de  bóveda, y tiene una capacidad de 50,8 hm³. La presa se sitúa en el bloque de Martiherrero, de la Sierra de Ávila, en el valle del río Adaja, cuyo lecho zigzagueante se ha encajado profundamente sobre líneas de fractura de los sistemas NNE, ONO y N-S. Las altitudes del perfil del Adaja de sitúan a 1065 m. a su entrada en el bloque cristalino, y a 900 m. a la salida del mismo.
Se trata, tras la presa de Pontón Alto, de la bóveda española situada en la cerrada más ancha, con una relación cuerda / altura de 5,80 y una relación desarrollo / altura de 7,20.
Aliviadero
En coronación tiene un aliviadero de unos 55 m de desarrollo. Aliviadero lateral de unos 45 m. en la margen izquierda. En esta margen izquierda la pendiente es muy suave, en comparación con la escarpada margen derecha. Los últimos 20 m de bóveda en la margen izquierda sin apoyo en el terreno se anclan en el aliviadero lateral. Las  dos pequeñas compuertas Taintor situadas en el centro del aliviadero lateral no tienen que utilizarse para evacuar la máxima avenida, teniendo como función, una casi total evitación de estas. .
El aliviadero central  tiene una capacidad de 459 m³ /s y es de labio fijo, no tiene regulación.
El aliviadero lateral tiene una capacidad de 703,70 m3/s y está regulada por compuertas
Desagües
Tiene dos: el desagüe de fondo con una capacidad de 32 m3/s y el de medio fondo con 64 m3/s .
Tomas
No dispone de tomas.

## El embalse
Tiene una superficie de 395 ha y una capacidad de 58,60 hm³ una cota mínima de 1050.
La superficie de la cuenca hidrográfica es de 846 km², con una altura máxima de 2200 m, en La Serrota y la mínima en la misma presa de 995 m, con una media muy elevada de 1283 m. Las entradas de agua son muy irregulares. Las registradas en los últimos 32 años tienen un máximo de 482 hm³ y un mínimo de 21 hm³. La onda máxima de avenida de 500 años de recurrencia tiene una duración de 30 horas, con una punta de 980 m³/segundo y volumen de 49 hm³.

## Historia
El proyecto
El proyectista fue llevado a cabo por Rafael López González, Doctor Ingeniero de Caminos, Canales y Puertos de la Confederación Hidrográfica del Duero. Se diseñó una presa bóveda . La bóveda es el elemento principal de la estructura y para desagüar la avenida máxima es necesario el aliviadero lateral además  del ubicado en coronación.
La estructura de cierre está constituida por la bóveda, el aliviadero lateral y un dique de gravedad. El aliviadero lateral sirve de apoyo a los arcos superiores y corrige en parte la fuerte asimetría de la cerrada topográfica, muy abierta en su parte superior.
La ejecución

## Aprovechamiento
Riego
Abastece a la comunidad de los Arenales además a gran parte de la Tierra de Medina Los cultivos a los que abastece el pantano son patatas, maíz, zanahorias y una parte de la remolacha, lo que representa buena parte de la superficie que cultivan los agricultores que forman parte de la Comunidad de Regantes Río Adaja.
Minicentral hidroeléctrica
También se construyó una minicentral hidroeléctrica. El proyecto aprovechamiento hidroeléctrico del salto de pie de presa del embalse del Castro de las Cogotas sobre el río Adaja en el término municipal de Cardeñosa (Ávila), está previsto para un caudal nominal de 10 m3/s y consiste, básicamente, en construir: a) Una torre cuya cota de coronación es 1.060,50 m y la de cimentación 1.012,00 m con objeto de instalar tres tomas de sección rectangular de 3,00 m de alto por 2,00 m de ancho situadas a las cotas 1.020,75 m; 1.031,75 m y 1.042,75 m protegidas por rejillas; b) Un túnel de sección circular de 2.750 mm de diámetro y 273 m de longitud en donde se instalará una conducción de 2.032 mm; c) Una central hidroeléctrica, en donde se instalará una o dos turbina tipo «Francis» de 5.740 kW; d) Un azud de cierre, y e) Una línea eléctrica de tensión nominal 45 kV y 2100 m de longitud. La minicentral hidroeléctrica estaba gestionada por la compañía Generávila. La compañía está integrada por el Ayuntamiento de Ávila (36%), Aqualia (36%), Bankia (18%) y Diputación Provincial (10%).
En la inauguración de la minicentral, en 2009, se aseguró que abastecería a 4.610 hogares, lo que supone una población equivalente en torno a los 15.000 habitantes y al 7,7 por ciento del consumo doméstico total de la provincia de Ávila, evitando además la emisión de 1 4.850 toneladas de CO2. En 2014 entró en concurso de acreedores.